# Hydraena furcula
Hydraena furcula (лат.) — вид жуков-водобродок рода Hydraena из подсемейства Hydraeninae. Назван furcula по признаку «вилообразной опоры», в связи с перевернутой Y-образной формой метавентральных килей.

## Распространение
Встречаются на Мадагаскаре.

## Описание
Водобродки мелкого размера (около 2,5 мм), удлинённой формы. Общая окраска спинной части коричневая до темно-коричневой, голова темнее, маргинальные участки пронотума немного светлее, как и надкрылья; ноги коричневые; нижнечелюстные щупиики буроватые, дистальная 1/3 последнего пальпомера не темнее. Самый крупный представитель своей группы видов, у которого метавентральные пластинки более дугообразные, чем у других представителей. Темно-коричневый вид, часто с пронотальными углами и надкрыльями желтоватого цвета. Нижнечелюстные щупики сравнительно длинные: отношение их длины к длине тела одно из самых больших — около 0,40 (диапазон в целом для рода Hydraena в исследовании мадагаскарских видов около 0,22—0,41). Это, в дополнение к большому размеру тела, приводит к самым длинным максиллярным щупальцам около 1,02 мм. Наиболее близок с H. oscillata на основании общего строения эдеагуса, но легко отличается от него формой парамера и дистальных отростков, а также толщиной основной части. Взрослые жуки, предположительно, как и близкие виды, растительноядные, личинки плотоядные.

## Классификация
Вид был впервые описан в 2017 году американским энтомологом Philip Don Perkins (Department of Entomology, Museum of Comparative Zoology, Гарвардский университет, Кембридж, США) по типовым материалам с острова Мадагаскар. Включён в состав подрода Monomadraena вместе с видами H. bergsteni, H. oscillata, H. acicula, H. quatriloba и H. antsahabe.